# Rudolf Halama
Rudolf Halama (ur. 29 czerwca 1900 w Sibicy, zm. wiosną 1940 w Katyniu) – podchorąży rezerwy Wojska Polskiego, działacz niepodległościowy, ofiara zbrodni katyńskiej.

## Życiorys
Syn Pawła i Anny z Goćków. Uczeń Prywatnej Szkoły Wydziałowej „Macierzy Szkolnej" w Cieszynie. Od 1912 w I Drużynie Skautowej im. Tadeusza Kościuszki. Od 1914 w Legionie Śląskim a następnie przydzielony do 2. kompanii 3. pułku piechoty II Brygady Legionów Polskich.
W latach 1919–1921 działał na rzecz powstań śląskich, współpracownik Korfantego.
W okresie międzywojennym w latach 1919–1921 pracował w Generalnym Sekretariacie Katolickich Stowarzyszeń Oświatowych w Cieszynie oraz podjął naukę w Szkole Handlowej (1921). Pracował w Związku Spółdzielni Polskich Spółka Rolniczo-Handlowa „Ziemia” w Czeskim Cieszynie. W latach 1929–1939 był członkiem cieszyńskiej Rady Miejskiej, został wybrany z Listy Polsko-Katolickiej. Od 1933 kierował Bankiem Spółdzielczym w Cieszynie, a od października 1938 r. do wybuchu wojny Komunalną Kasą Oszczędności w Trzyńcu.
Był zaangażowany w wielu organizacjach społecznych i politycznych, m.in. w Towarzystwie Teatru Polskiego, Towarzystwie Popierania Budowy Publicznych Szkół Powszechnych, Związku Powstańców Śląskich, Związku Legionistów Polskich. Przez wiele lat współpracował z "Gwiazdką Cieszyńską" oraz był jej redaktorem odpowiedzialnym. Jeden z inicjatorów budowy pomnika „Legionistom-Ślązakom Poległym za Polskę” w Cieszynie. Członek Towarzystwa Gimnastycznego „Sokół”.
W sierpniu 1939 został zmobilizowany. W kampanii wrześniowej wzięty do niewoli radzieckiej, osadzony w Kozielsku. Ostatnią wiadomość z Kozielska rodzina otrzymała 31 stycznia 1940. Między 10 a 11 maja 1940 przekazany do dyspozycji naczelnika smoleńskiego obwodu NKWD – lista wywózkowa 054/3 z 5 kwietnia 1940. Został zamordowany między 11 a 13 maja 1940 przez NKWD w lesie katyńskim. Krewni do 1957 poszukiwali informacji przez Biuro Informacji i Badań Polskiego Czerwonego Krzyża w Warszawie.
Był żonaty, miał czworo dzieci: Tadeusza, Bronisławę, Henryka i Władysława.

## Ordery i odznaczenia
- Krzyż Niepodległości – 25 lipca 1933 „za pracę w dziele odzyskania niepodległości”[5][1][6]
- Krzyż Walecznych trzykrotnie
- Srebrny Krzyż Zasługi – 1937
- Krzyż Kampanii Wrześniowej – pośmiertnie 1 stycznia 1986[7]